# Elaphoglossum subciliatum
Elaphoglossum subciliatum är en träjonväxtart som beskrevs av Eduard Rosenstock. Elaphoglossum subciliatum ingår i släktet Elaphoglossum och familjen Dryopteridaceae. Inga underarter finns listade.